# Список глав государств в 965 году
Список глав государств в 964 году — 965 год — Список глав государств в 966 году — Список глав государств по годам

## Азия
- Аббасидский халифат — Абуль-Касим аль-Мути, халиф (946 — 974)
  -  Хамданиды — 
    - Насир ад-даула эл-Хасан, эмир (Аль-Джазира) (929 — 967)
    - Сайф ад-Даула Али, эмир (Алеппо) (945 — 967)
- Абхазское царство — Леон III, царь (ок. 960 — ок. 969)
- Армения —
  - Анийское царство — Ашот III Милостивый, царь (953 — 977)
  - Васпураканское царство — Абусахл-Амазасп, царь (ок. 958 — ок. 972)
  - Карсское царство — Мушег, царь (963 — 984)
- Вайтхали[англ.] — Пе Пью, царь[англ.] (964 — 994)
- Вьетнам (Династия Нго) — 
  - Тхьен Шать Выонг, король (950 — 965)
  - Нго Сыонг Си, король (965 — 967)
- Грузия —
  - Кахетия — Квирике II, князь[англ.] (929 — 976)
  - Тао-Кларджети — Баграт II Регвени, царь (958 — 994)
    - Баграт II, эристави (Тао) (961 — 966)
    - Сумбат II, эристави (Кларджети) (943 — 988)

  - Тбилисский эмират — Джаффар II бен Мансур, эмир (952 — 981)
- Дали — Дуань Сыцун, король (952 — 968)
- Индия —
  - Венги (Восточные Чалукья) — Амма II, махараджа (947 — 970)
  - Гурджара-Пратихара — Раджапала, махараджа (960 — 1018)
  - Западные Ганги — Марасимха II Сатьявакья, махараджа (963 — 975)
  - Камарупа — Индра Пала, махараджадхираджа[англ.] (960 — 990)
  - Качари[англ.] — Прасанто, царь[англ.] (925 — 1010)
  - Кашмир — Абхиманья, царь[нем.] (958 — 972)
  - Пала — Виграхапала II, царь (960 — 988)
  - Парамара[англ.] — Сияка II, махараджа[англ.] (948 — 974)
  - Раштракуты — Кришнараджа III, махараджадхираджа (939 — 967)
  - Харикела (династия Чандра) — Шричандра, махараджадхираджа[англ.] (930 — 975)
  - Чола — Сундарачола Парантака II, махараджа (957 — 970)
  - Ядавы (Сеунадеша) — Вадуги I, махараджа (950 — 970)
- Индонезия —
  - Матарам (Меданг) — Шри Исияна Тунггавийя, шри-махараджа (947 — 985)
  - Сунда — Прабу Мундинг Ганавирия, король (964 — 973)
  - Шривиджая — Шри Удаядитиаварман, шри-махараджа (ок. 960 — ок. 988)
- Иран —
  -  Буиды —
    - Джибал — Рукн ад-Даула, эмир (935 — 977)
    - Керман и Фарс — Адуд ад-Даула, эмир (949 — 983)

  -  Зияриды — Захир ад-даула Абу Мансур Вушмагир, эмир (935 — 967)
  -  Раввадиды — Абульхидж Мухаммад, эмир (961 — 988)
  -  Салариды — Ибрагим ибн Марзбан, эмир (960 — 981)
  -  Саманиды — Мансур I ибн Нух, эмир (961 — 976)
  -  Саффариды — Абу Ахмад Халаф ибн-Ахмад, эмир (963 — 1003)
  -  Табаристан (Баванди) — 
    - Рустам II, испахбад (946 — 965)
    - Дара, испахбад (965 — 985)
- Йемен —
  -  Зийядиды — Абу'л-Яш Исхак ибн Ибрагим, эмир (904 — 981)
  - Яфуриды — Абдаллах ибн Кахтан ибн Мухаммад II, имам (963 — 997)
- Караханидское государство — Сулейман ибн Абд ал-Карим Арслан-хан, хан (958 — 970)
- Китай (Эпоха пяти династий и десяти царств) —
  -  Сун — Тай-цзу (Чжао Куанъинь), император (960 — 976)
  -  Поздняя Шу — 
    - Мэн Чан, император (934 — 965)
    - в 965 году завоевана империей Сун

  -  Северная Хань — Лю Цзюнь, император (954 — 968)
  -  У Юэ — Цянь Чу, король[англ.] (947 — 978)
  -  Южная Тан — Ли Юй, император (961 — 975)
  -  Южная Хань — Хоу-чжу (Лю Чан), император (958 — 971)
- Кхмерская империя (Камбуджадеша) — Раджендраварман II, император (944 — 968)
- Корея (Корё)  — Чонджон, ван (949 — 975)
- Ляо — Му-цзун (Шулюй), император (951 — 968)
- Паган — Наун-у Сорэхан, король[англ.] (956 — 1001)
- Раджарата (Анурадхапура) — Удайя III, король (964 — 972)
- Тямпа — 
  - Джая Индраварман I, князь (959 — 965)
  - Парамесвараварман I, князь (965 — 982)
- Шеддадиды (Двинский эмират) — Мухаммад ибн Шаддад, эмир (951 — 971)
- Ширван — Ахмад I ибн Мухаммед, ширваншах (956 — 981)
- Япония — Мураками, император (946 — 967)

## Африка
- Гао — Нгару Нга Дам, дья (ок. 940 — ок. 970)
- Идрисиды — Хасан ибн Касим, халиф Магриба (954 — 974, 975 — 985)
- Канем — Хайома, маи (961 — 1019)
- Макурия — Захария IV, царь (ок. 958 — ок. 969)
- Некор[англ.] — Юртум ибн Ахмад, эмир[англ.] (947 — 970)
- Сиджильмаса — Абу Мухаммад ал-Мутазз, эмир (963 — 976/977)
- Фатимидский халифат — Аль-Муизз Лидиниллах, халиф (953 — 975)
- Эфиопия — Иан Сеюм, император (959 — 999)

## Европа
- Англия — Эдгар Миролюбивый, король (959—975)
- Болгарское царство — Петр I, царь (927—969)
- Бургундское королевство (Арелат) — Конрад I Тихий, король (937—993)
  - Вьенн — Констанция, граф (962 — ок. 966)
  - Прованс — Бозон II, граф (949 — ок. 966)
- Венгрия — Такшонь, князь (надьфейеделем) (955—972)
- Венецианская республика — Пьетро IV Кандиано, дож (959—976)
- Византийская империя — Никифор II Фока, император (963—969)
- Волжская Булгария — Абдуллах ибн Микаил, хан[англ.] (ок. 950 — ок. 970)
- Гасконь — Гильом II Санше, герцог (961—996)
  - Арманьяк — Бернар I Ле Луш, граф (ок. 960 — ок. 995)
  - Фезансак — Одон де Фезансак, граф (ок. 960 — ок. 985)
- Дания — Харальд I Синезубый, король (958 — 986/987)
- Дукля — Хвалимир Петрович, жупан (ок. 960 — 971)
- Западно-Франкское королевство — Лотарь, король (954—986)
  - Аквитания — Гильом IV Железнорукий, герцог (963—995)
  - Ампурьяс — Госфред I, граф (931—991)
  - Ангулем — Ранульф I, граф (962—975)
  - Анжу — Жоффруа I Гризегонель, граф (958—987)
  - Барселона — Боррель II, граф (947—992)
  - Блуа — Тибо I Плут, граф (960—975)
  - Бесалу — Сунифред II, граф (957—968)
  - Бретань — Хоэль I, герцог (958—981)
  - Булонь — Арнульф II, граф (964—971)
  - Бургундия —
    - Оттон, герцог (956—965)
    - Эд Генрих Великий, герцог (965—1002)

  - Вермандуа — Альберт I Благочестивый, граф (946—987)
  - Готия — Раймунд III, граф Руэрга, маркиз (ок. 961 — 1008)
  - Каркассон — Роже I, граф (ок. 957 — ок. 1012)
  - Конфлан — Сунифред II, граф (927—968)
  - Мо — Роберт I де Вермандуа, граф (946—966)
  - Мэн — Гуго II, граф (ок. 940 — 980/992)
  - Нант — Хоэль I, граф (958—981)
  - Невер —
    - Оттон, граф (956—965)
    - Эд Генрих Великий, граф (965—978)

  - Нейстрийская марка — Гуго Капет, маркиз (956—987)
  - Нормандия — Ричард I Бесстрашный, герцог (942—996)
  - Пальярс —
    - Рамон II, граф (948 — ок. 995)
    - Боррель I, граф (948 — ок. 994)
    - Суньер I, граф (948 — ок. 1010)

  - Париж — Гуго Капет, граф (956—987)
  - Рибагорса —
    - Гильем I, граф (ок. 950 — ок. 976)
    - Рамон II, граф (ок. 956 — ок. 970)

  - Руссильон — Госфред I, граф (931—991)
  - Руэрг — Раймунд III, граф (ок. 961 — 1008)
  - Серданья — Сунифред II, граф (927—968)
  - Труа — Роберт II (I) де Вермандуа, граф (956—966)
  - Тулуза — Раймунд IV, маркграф (ок. 950 — 972)
  - Фландрия —
    - Арнульф I Великий, граф (918 — 958, 962—965)
    - Арнульф II, граф (965—987)

  - Шалон — Ламберт, граф (956—979)
- Ирландия — Домналл Уа Нейлл, верховный король (956—980)
  - Айлех — Домналл Уа Нейлл, король (943—980)
  - Дублин — Олав III Кваран, король (945—947, 952—980)
  - Коннахт — Фергал II Уа Руайрк, король (956—966)
  - Лейнстер — Келлах III, король (958—966)
  - Миде — Доннхад Финн мак Аэда, король (960—974)
  - Мунстер — Матгамайн мак Кеннетиг, король (963—976)
  - Ольстер — Ардгал мак Матудан, король (950—970)
- Испания —
  - Арагон — Гарсия I Санчес, граф (943—970)
  - Кордовский халифат — Аль-Хакам II, халиф (961—976)
  - Леон — Санчо I Толстый, король (956—958, 960—966)
    - Кастилия — Фернан Гонсалес, граф (931—944, 945—970)

  - Наварра — Гарсия I Санчес, король (931—970)
- Италия —
  - Амальфи — Сергий I, герцог[англ.] (958—966)
  - Беневенто и Капуя —
    - Пандульф I Железная Голова, князь (943—981)
    - Ландульф III, князь (959—968)

  - Гаэта — Григорий, герцог[англ.] (962/963 — 978)
  - Неаполь — Иоанн III, герцог (928—968)
  - Салерно — Гизульф I, князь (946—977)
- Киевская Русь (Древнерусское государство) — Святослав Игоревич, великий князь Киевский, князь Новгородский (945—972)
- Норвегия — Харальд II Серая Шкура, король (961 — ок. 970)
- Папская область —
  - Лев VIII, папа римский (963—965)
  - Иоанн XIII, папа римский (965—972)
- Польша — Мешко I, князь (960—992)
- Португалия — Гонсало I Менендес, граф (ок. 950 — 997)
- Священная Римская империя — Оттон I Великий, император (962—973)
  - Бавария — Генрих II Строптивый, герцог (955—976, 985—995)
  - Голландия — Дирк II, граф (ок. 939 — 988)
  - Иврейская марка —
    - Ги, маркграф (964—965)
    - Адалберт II, маркграф (965—970)

  - Лотарингия — Бруно I Великий, герцог (953—965)
    - Верхняя Лотарингия — Фридрих (Ферри) I, вице-герцог (959—978)
    - Нижняя Лотарингия — без вице-герцога до 968 года

  - Люксембург — Зигфрид, граф (963—998)
  - Намюр — Роберт I, граф (ок. 924 — ок. 974)
  - Саксония — Герман Биллунг, герцог (961—973)
  - Саксонская Восточная марка — Геро I Железный, маркграф (937—965)
    - Лужицкая (Саксонская Восточная) марка — Одо I, маркграф (965—993)
    - Мейсенская марка — Вигберт, маркграф (965—976)
    - Северная марка — Дитрих фон Хальденслебен, маркграф (965—985)

  - Сполето — Теобальд III, герцог (959—967)
  - Тосканская марка — Уго I, маркграф (962—1001)
  - Чехия — Болеслав I Грозный, князь (935 — ок. 967)
  - Швабия — Бурхард III, герцог (954—973)
  - Эно (Геннегау) — Рихер, граф (964—973)
- Сицилийский эмират — Ахмад ибн Хасан, эмир (953—969)
- Уэльс —
  - Гвент — Ноуи ап Гуриад, король (955—970)
  - Гвинед —
    - Иаго ап Идвал, король (950—979)
    - Иейав ап Идвал, король (950—969)

  - Гливисинг — Морган ап Оуэн, король (930—974)
  - Дехейбарт — Оуэн ап Хивел, король (950—987)
- Хазарский каганат —
  - Иосиф, бек (ок. 940 — ок. 965)
  - ок. 965 года разгромлен русами
- Хорватия — Михайло Крешимир II, король (949—969)
- Шотландия (Альба) — Дуфф, король (962—967)

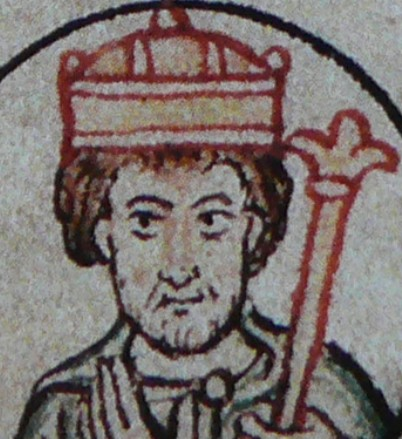
Оттон I Великий 962—973 Император Священной Римской империи
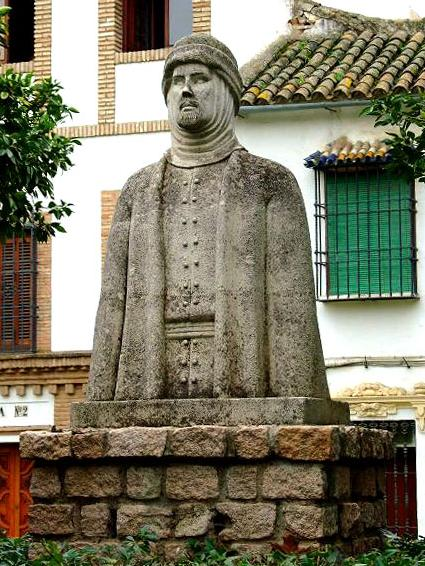
Аль-Хакам II 961—976 Халиф Кордовы
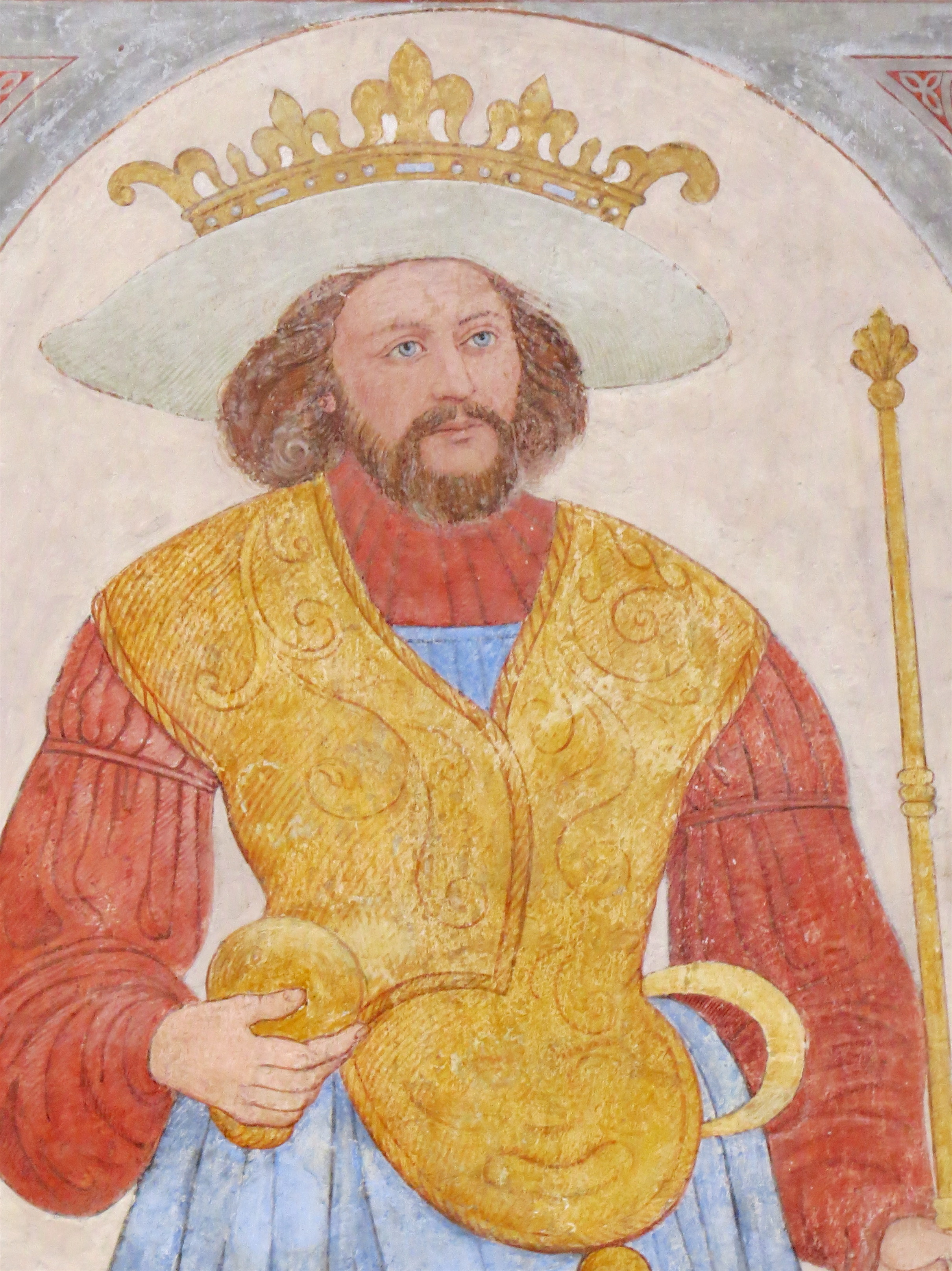
Харальд I Синезубый 958—986 Король Дании
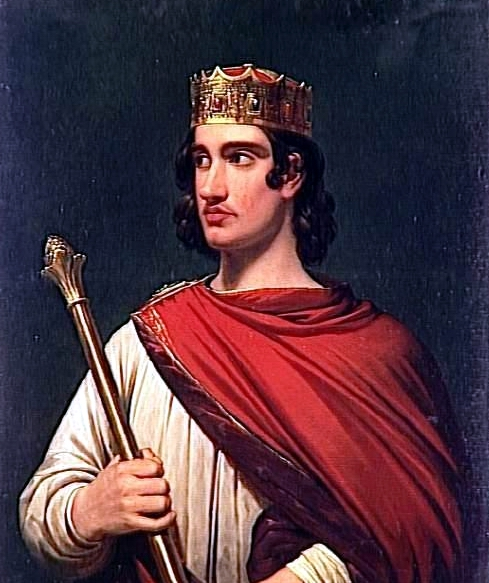
Лотарь 954—986 Король Западно-Франкского королевства
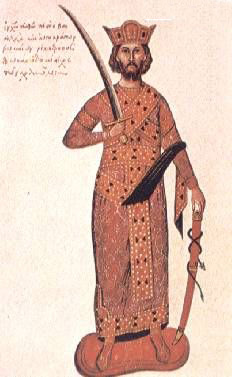
Никифор Фока 963—969 Император Византии
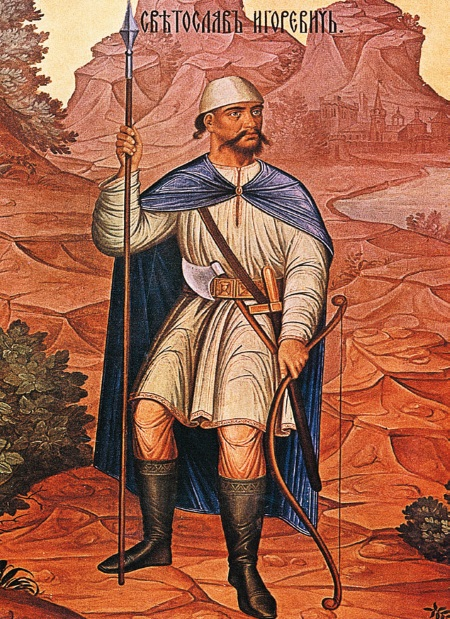
Святослав 945—972 Великий князь Киевский
Тай-цзу 960-976 Император Китая
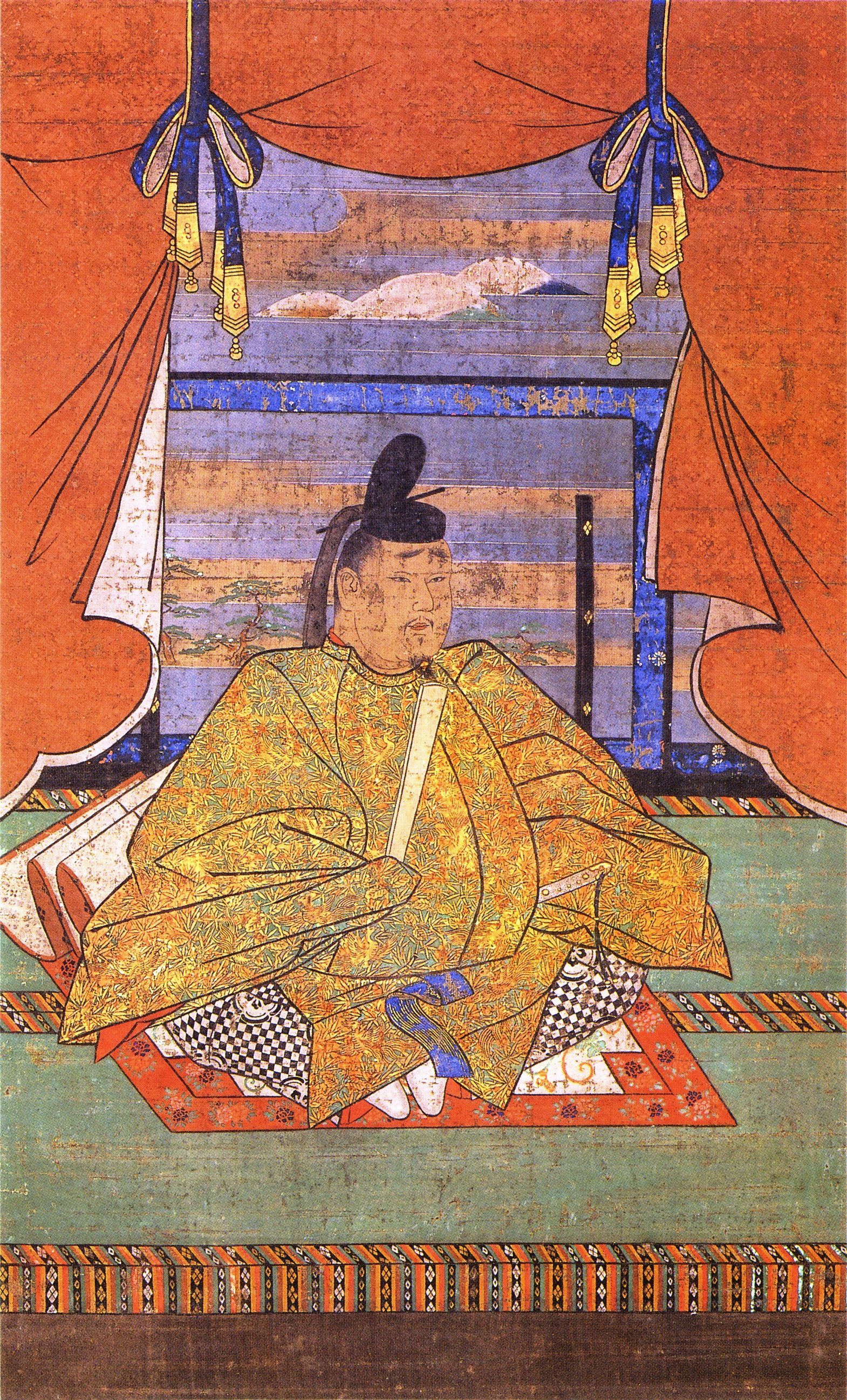
Мураками 946—967 Император Японии
Эдгар Миролюбивый 959—975 Король Англии
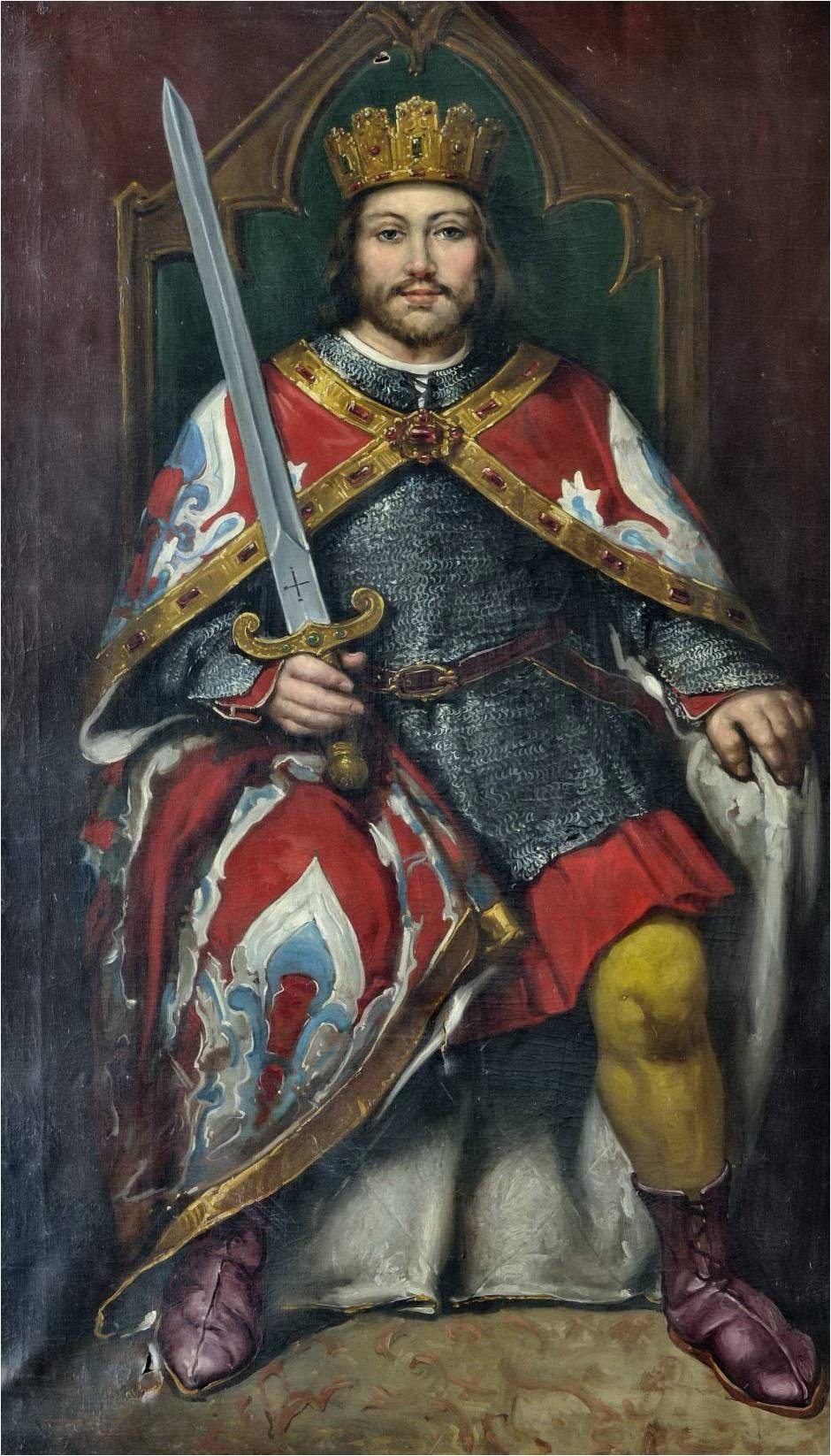
Санчо I Толстый 956—958, 960—966 Король Леона
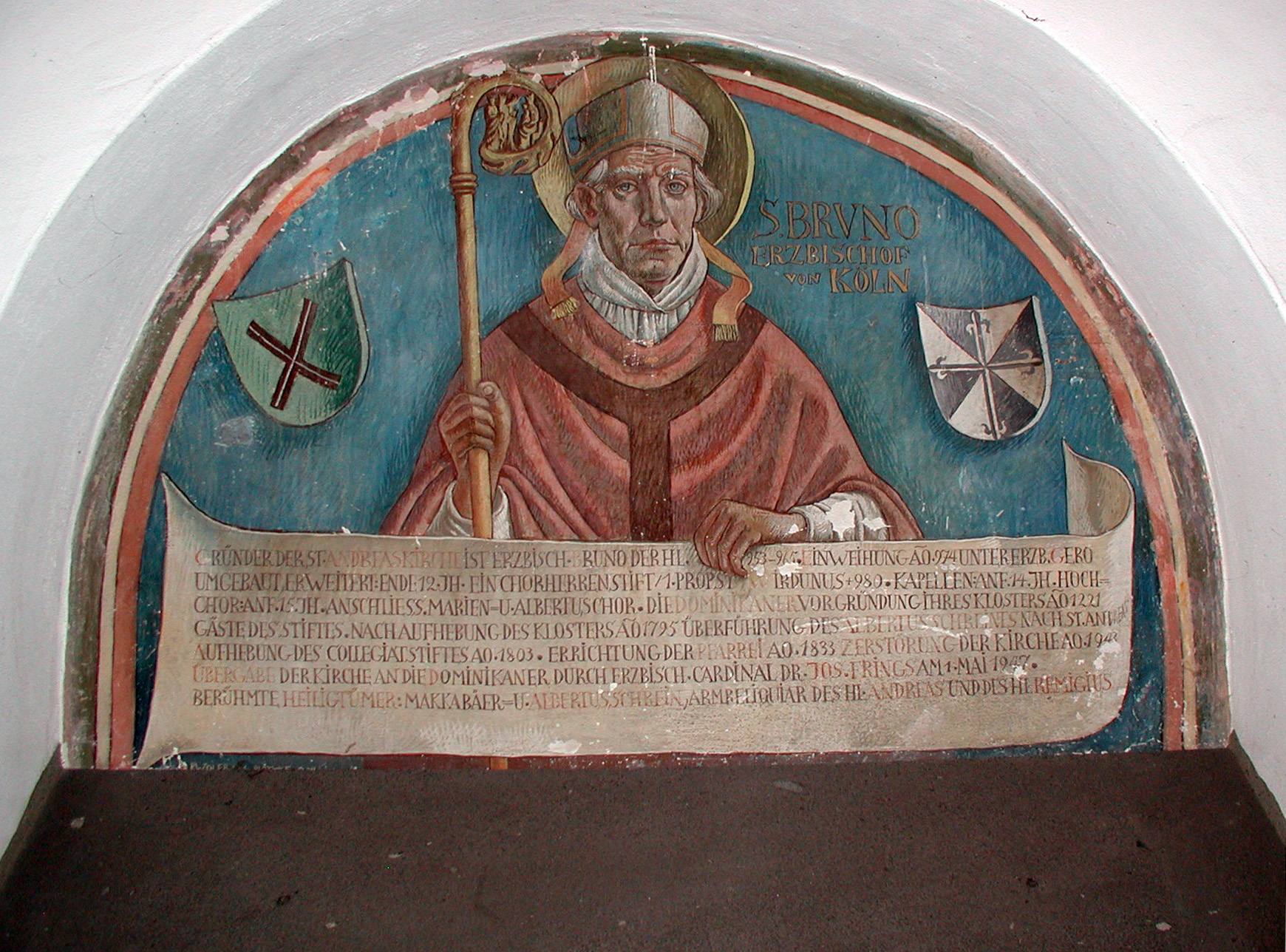
Бруно Великий 953—965 Герцог Лотарингский
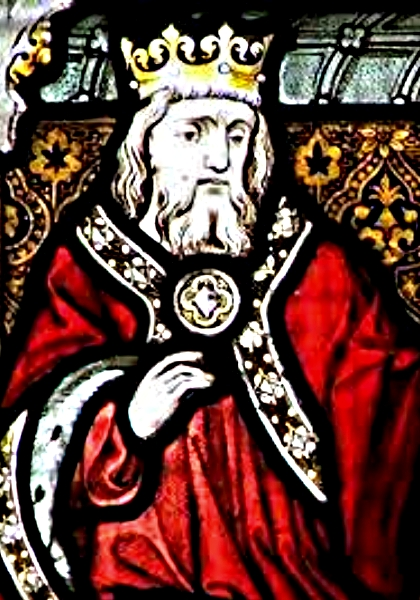
Арнульф I Великий 918—965 Граф Фландрский
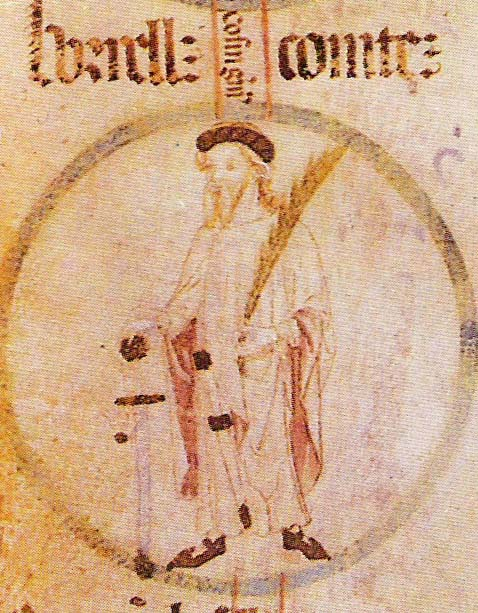
Боррель II 947—992 Граф Барселоны
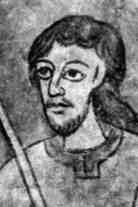
Болеслав I Грозный 935—967 Князь Чехии
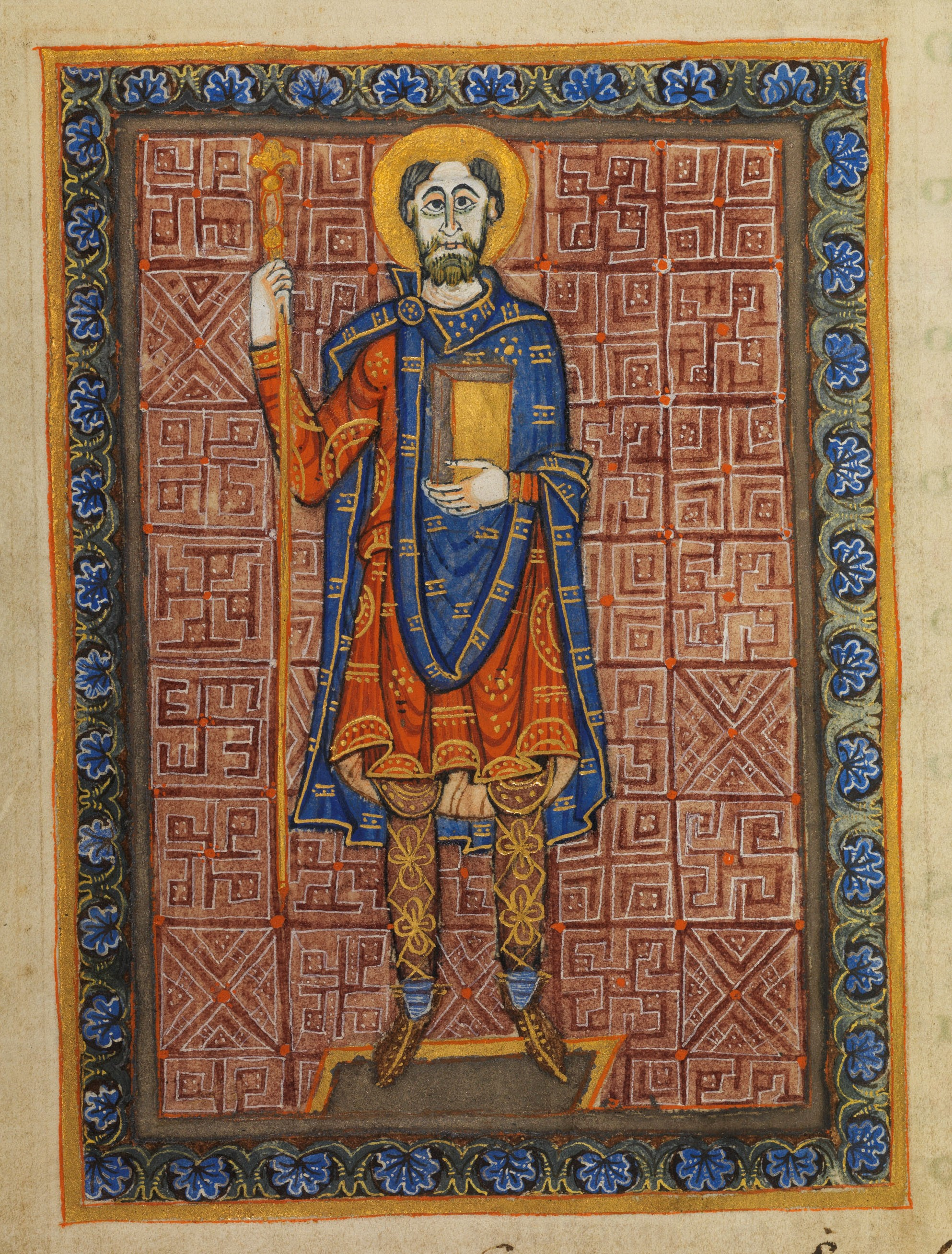
Генрих II Строптивый 955—976 Герцог Баварский
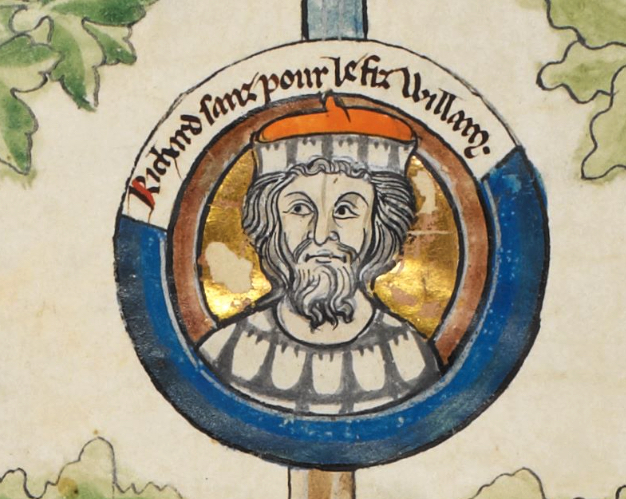
Ричард I Бесстрашный 942—996 Герцог Нормандии
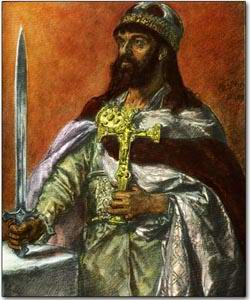
Мешко I 960—992 Князь Польши
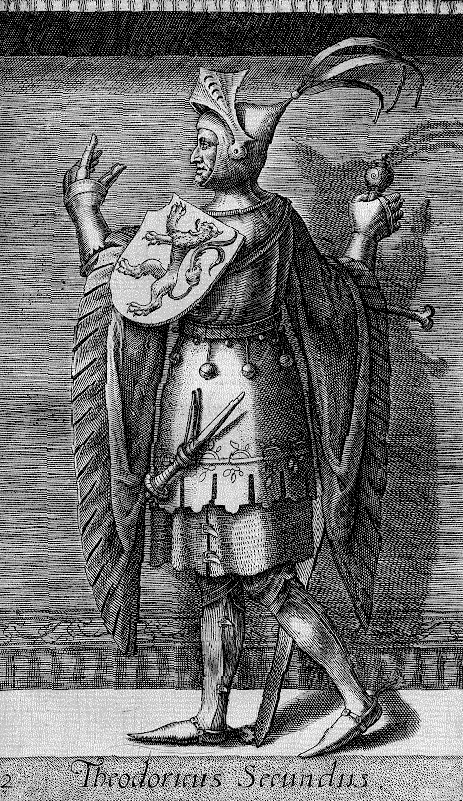
Дирк II 939—988 Граф Голландии
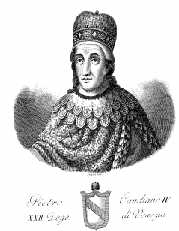
Пьетро IV Кандиано 959—976 Дож Венеции
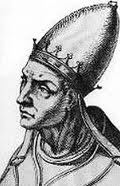
Лев VIII 963—965 Папа римский